# Киев (телеканал)
Телекомпания «Киев» (укр. Телекомпанія «Київ») — украинский телеканал, принадлежащий Киевскому городскому совету. Основан в 1995 году как ТРК «Киев».

## История

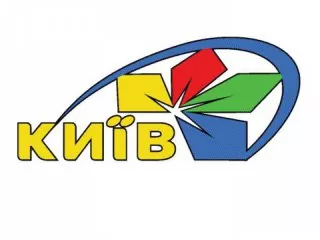
Логотип ТРК «Киев» до 2012 года

Идея создания киевской городской телекомпании появилась во время руководства столицей Украины Иваном Салием, однако реализована эта идея была уже при Леониде Косаковском. Официально канал был основан Киевской городской государственной администрацией 27 июля 1995 года. Первая программа телеканала вышла в эфир 21 августа под названием «Хрещатик, 36». 31 августа ТРК «Киев» начал транслироваться со спутника Амос-2 в цифровом пакете Spacecom. Канал был запущен на одной эфирной волне с телеканалом «ТЕТ», деля с ним эфирное время пополам. Руководителем телеканала был назначен Валерий Ткачук.
4 апреля 2002 года Национальный совет Украины по вопросам телевидения и радиовещания принял решение отменить лицензию ТРК «Киев» на вещание в связи с неуплатой месячного сбора и передал частоту телеканалу ТЕТ. 12 апреля сотрудники телеканала устроили акцию протеста у здания Нацсовета. Глава Киева Александр Омельченко назвал данное решение политически мотивированным, добавив, что оно принято в интересах олигархов. По данным Би-би-си, отмена лицензии ТРК «Киев» была связана с противостоянием Омельченко и Григория Суркиса, владевшего долей телеканала ТЕТ и уступившего кресло киевского мэра на выборах 1999 года. Отказ выдачи лицензии телеканалу «Киев» осудил Национальный союз журналистов Украины и «Репортёры без границ». В августе 2001 года Киевский арбитражный суд обязал Нацсовет вернуть ТРК «Киев» лицензию на вещание.

### Эпоха Черновецкого

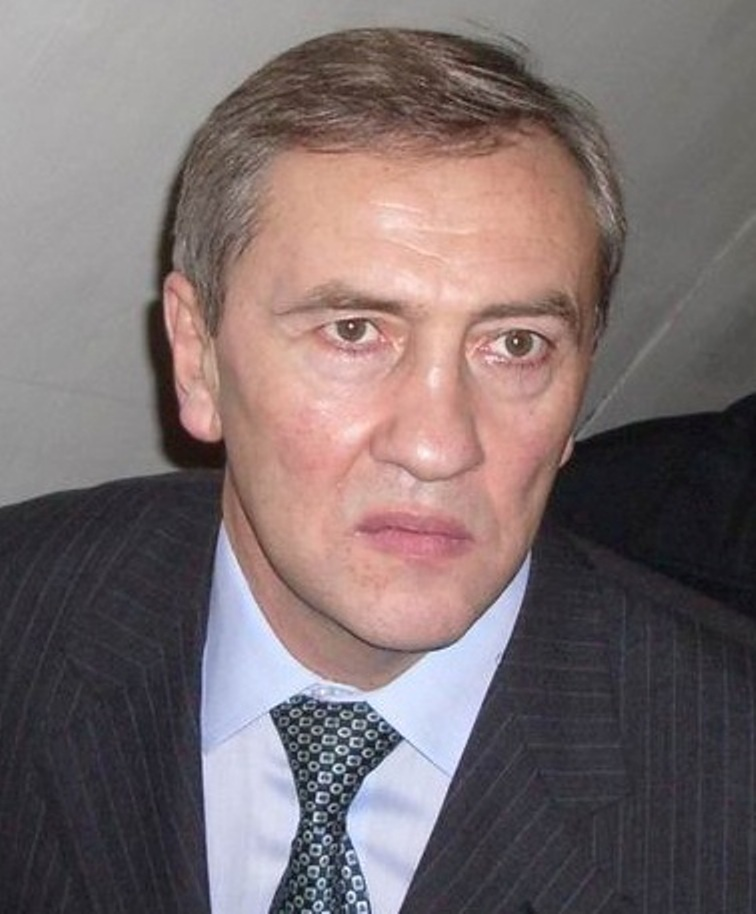
Леонид Черновецкий являлся Киевским городским головой с 2006 по 2012 год

Во время выборов городского головы Киева 2006 года Леонид Черновецкий заявлял, что ТРК «Киев» нарушает права кандидатов в мэры на равный на доступ к эфиру. Победив на выборах, Черновецкий принял решение отстранить Валерия Ткачука, занимавшего пост директора телеканала со дня его основания, из-за начатого служебного расследования. Кроме того, тогда же КГГА заблокировала счета телеканала. Новым исполняющим обязанности директора был назначен Никита Бельский. В марте 2007 года Бельского сменил Дмитрий Харитонов, а его заместителем стала Татьяна Столярова, ранее работавшая на «Интере». В апреле 2007 года стало известно, что Бельский возвращается на канал в качестве его президента.
Придя к руководству телеканалом, Харитонов начал сокращения работников, уволив к маю 2007 года 25 человек. Тем не менее, уже в следующем месяце Харитонов написал заявление об увольнении, после чего его сменил Дмитрий Джангиров, руководивший до этого газетой «Хрещатик». Вместе с Харитоновым канал покинуло 15 менеджеров, которых он пригласил с телеканала «Интер». Причиной увольнение, по словам Харитонова, стало решение о возможной приватизации канала.
Джангиров, став у руля телеканала, отменил решение Харитонова об увольнении сотрудников. 12 июля 2007 года Киевский городской совет принял решение снести здание ТРК «Киев» по улице Крещатик, 5 «В» и перевести коллектив телеканала на Трёхсвятительскую улицу.
3 октября 2007 года Черновецкий издал распоряжение о прекращении деятельности ТРК «Киев» с последующим его вхождением в совестный холдинг с коммунальными СМИ — газетой «Крещатик», «Вечерний Киев», «Украинская столица» и «Радио Киев», где 51 % акций будет в коммунальной собственности, а 49 % будут отданы в руки частных лиц. Председатель Комитета Верховной рады по вопросам свободы слова и информации Андрей Шевченко осудил данное решение, заявив, что Черновецкий желает «взять под финансовый и информационный контроль медиасобственность города».
27 февраля 2008 года Национальный совет по вопросам телевидения и радиовещания принял решение лишить лицензии ТРК «Киев» на спутниковое вещание. В марте 2008 года операторы телеканала объявили о забастовке в связи с уменьшением заработной платы. В августе 2008 года генеральным продюсером канала стал Андрей Бенкендорф.
В ноябре 2010 года Национальный совет по вопросам телевидения и радиовещания отказал в продлении лицензии на вещание телеканалу «Киев». Среди причин такого решения значилась трансляция рекламы энергетических пирамид «Ю-Шинсе», несертифицированного медицинского препарата «Шилентин», большого количества программ с участием магов, провидцев, предсказателей, наличие викторин и интерактивных игр, которые члены Нацсовета описали как передачи «сомнительного качества с ярким привкусом мошенничества». После этого Джангиров написал заявление об уходе по собственному желанию, а новым директором стала Светлана Криворучко. Новое руководство объявило о планах сокращения штата из 300 сотрудников на 25 %. В марте 2011 года ТРК «Киев» сумел сохранить лицензию и продолжить вещание.

### Дальнейшая история

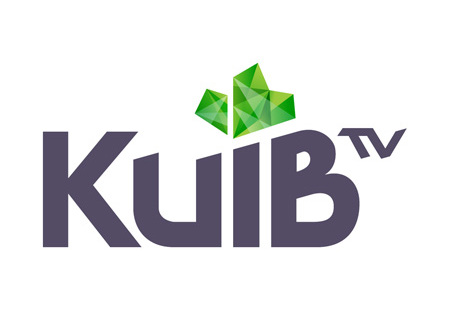
Логотип телеканала «Киев» (2012—2019)

В июле 2011 года депутаты киевского горсовета реорганизовали коммунальное предприятие «Телерадиокомпания „Киев“» в коммунальное предприятие Киевского городского совета «Телекомпания „Киев“». Согласно новому уставу канала, утверждённого в ноябре 2011 года, КГГА передало телекомпанию в управление прессы и информации. В декабре 2012 года телеканал сменил логотип, на котором значилась надпись «Киев TV» и изображение листа каштана. Формат канала с информационно-развлекательного с кинопоказом был изменён на информационно-просветительский с кинопоказом. Канал получил слоган «Канал европейской столицы».
В январе 2014 года, во время Евромайдана, руководство канала заявило о захвате помещения и начале вещания с резервного оборудования. В июле 2014 года постоянная комиссия Киевсовета по вопросам информационной политики и рекламы поддержала проект решения «О создании общественного Киева», предполагавшего превращение телеканала в «Общественное телевидение Киева».
28 июня 2017 года эфир телеканала был прерван из-за вируса WannaCry.
В мае 2019 года исполняющим обязанности руководителя телеканала был назначен Юрий Лященко. Спустя месяц стало известно, что генеральным продюсером стал Александр Мельничук, а информационную службу возглавил Сергей Мамаев. После этого телеканал объявил о замене логотипа. В феврале 2020 года редакция телеканал переехала в здание на Глубочицкой улице. В 2020 году на капитальный ремонт помещения и техническую модернизацию киевские власти выделили 27 миллионов гривен.

## Информационная политика

### Под руководством Ткачука
Директор ТРК «Киев» Валерий Ткачук занимался своей авторской программой «Телепресс-клуб». Также в эфире транслировались программы «Позвольте спросить» Никиты Бельского, «5 минут с Владимиром Заманским», информационные выпуски СТН, музыкальная передача «Киев классический», передачи «Киносалон», «Мэрия», «Потребитель» и «Чёрный квадрат». В феврале 2001 года ТРК «Киев» и московский ТВЦ заключили соглашение о создании совместных программ.
В ноябре 2002 года программа «Киевлянин» ведущего Романа Лавров и режиссёра Ирены Грис была закрыта за участия в ней депутата украинского парламента от блока «Наша Украина» Николая Томенко. Сюжет о выбросах на предприятии «Киевэнерго» стал причиной критики деятельности канала со стороны главы Киева Александра Омельченко.
В августе 2003 года вещание телеканала было увеличено до 18 часов, а в сентябре 2004 года ТРК «Киев» начал 24 часовое вещание.

### Под руководством Джангирова

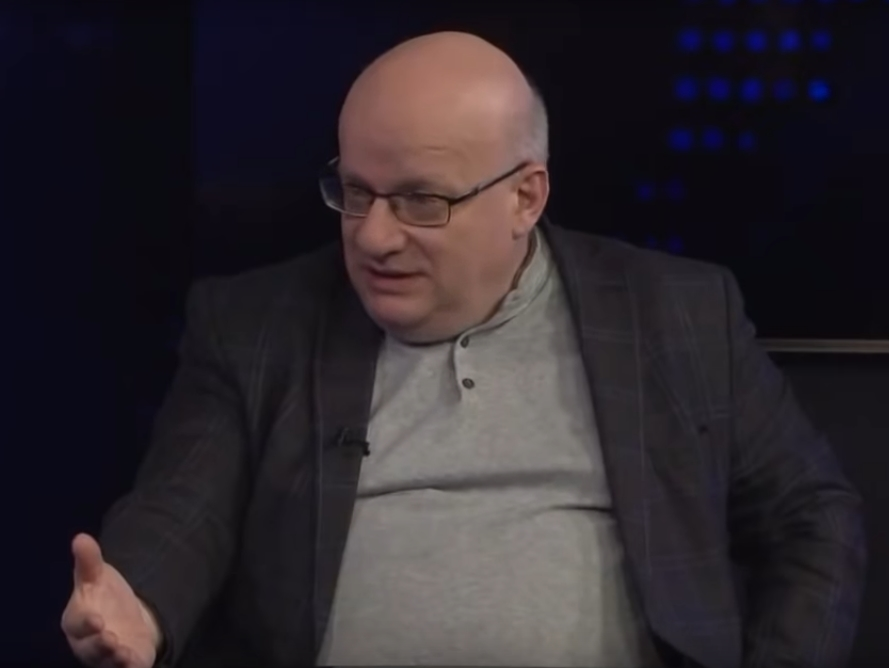
Дмитрий Джангиров — руководитель ТРК «Киев» (2007—2010)

В годы правления Киевом Черновецким, ТРК «Киев» обвиняли в трансляции передач религиозной организации «Посольство Божье», представителем которой являлся сам Черновецкий. Юрий Дмитрук, депутат от Блока Юлии Тимошенко в Киевском городском совете, отмечал, что «с телеканала „Киев“ идёт массовая пропаганда какой-то одной идеи одной конфессии». В мае 2006 года Черновецкий подал в суд на передачу «Круглый стол» ТРК «Киев», где велось обсуждение «деструктивных церквей» и деятельности «Посольства Божьего». В феврале 2007 года представители Партии регионов выразили возмущение засильем в эфирах канала выступлений лидера церкви «Посольство Божье» Сандея Аделаджи. В апреле 2009 года фракции блоков Виталия Кличко и Владимира Литвина в городском совете потребовали отставки Джангирова, после того, как прямая трансляция сессии Киевсовета была заменена на трансляцию празднования 15-летия церкви «Посольства Божьего». Заместитель председателя Верховной рады Николай Томенко отметил, что данные передачи имеют признаки влияния на подсознания зрителей.
В марте 2008 года по рекомендации Национального совета по вопросам телевидения и радиовещания ТРК «Киев» снял с эфира гороскоп-шоу «Узнай о будущем». За сентябрь 2010 года Нацсовет зафиксировал в эфире телеканала ряд нарушений, из-за которых был начат процесс лишения канала лицензии. Так, в эфире канала транслировалась программа «Золотой сундучок» с признаками азартной игры, также был отмечен эфир с участием пастора Сандея Аделаджи и реклама «Предсказательницы Елены». После этого Джангиров и руководство КГГА заявило, что программ «Посольства Божьего» в эфире канала больше не будет.
Оппозиционные к Черновецкому фракции блоков Виталия Кличко и Юлии Тимошенко в Киевсовете заявил, что ТРК «Киев» занимается чёрным пиаром в отношении оппозиции. Джангиров, став у руля телеканала, объявил о прекращении трансляции прямых эфиров заседаний Киевского городского совета, мотивировав это низкой популярностью среди зрителей В октябре 2007 года, в результате обращения депутата Киевсовета Олеся Долвого, канал вернул прямые трансляции заседаний горсовета в эфир. В декабре 2007 года руководство телеканала приняло решение вновь прекратить транслировать заседания горсовета в ответ на возможное закрытие газет «Крещатик», «Вечерний Киев» и «Украинская столица».
На март 2007 год 65 % эфира программ ТРК «Киев» составляли передачи на украинском при необходимой квоте в 75 %, программ собственного производства в день выходило от 4 до 11 часов. При этом на программы о культуре и программы для детей, отводилось по два часа эфирного времени. В июне 2009 года новости начали выходить с сурдопереводом.
Накануне парламентских выборов 2007 года был запущен юмористический мультсериал «ДомКом». В апреле 2008 года было запущено ток-шоу «Четвёртая власть», ведущим которого стал председатель партии «Братство» Дмитрий Корчинский. С мая по декабрь 2008 года на ТРК «Киев» выходила передача «Мир кино» Ольги Сумской. С ноября 2008 года выходила аналитическая программа Вадима Карасёва и Руслана Полищука.

### Под руководством Криворучко
Назначенный главой КГГА Александр Попов объявил о прекращении трансляций передач астрологов и нумерологов в эфирах ТРК «Киев». Представители Блока Виталия Кличко заявляли о цензуре на телеканале «Киев» и превращении канала в «рупор власти». В это время журналист издания «Телекритика» Алла Чердынцева отмечала в эфире телеканала засилье комплементарных материалов об Александре Попове, передач Дмитрия Гордона, транслировавшихся четыре раза в день и обилие фильмов времён СССР. Инна Долженкова назвала запущенную программу «Столица с Александром Поповым» «парадным портретом городской власти» и отметила её схожесть с программой «Время мэра» с Леонидом Черновецким, выходившей ранее. Первый выпуск ток-шоу «Киевское вече», запущенного в мае 2012 года, Долженкова охарактеризовала как «погрязший в непролазной грязи „комунальщины“».
В июне 2011 года количество детского контента на телеканале было увеличено с 2,5 часов до трёх часов в сутки.
С 29 апреля по 31 декабря 2016 года на телеканале «Киев» выходила передача Савика Шустера.
В 2017 году, когда главой Киева являлся Виталий Кличко, телекритик Инна Долженкова охарактеризовала эфир телеканала «Киев» как «сплошной позитив», где киевлянам «предлагают тщательно отшлифованную картинку жизни абсолютно счастливых людей в не менее счастливом городе». Долженкова отмечает в эфире телеканала демонстрацию «побед» КГГА и лично Виталия Кличко, а также значительного присутствия в эфире Михаила Поплавского.
17 января 2018 года Национальный совет по вопросам телевидения и радиовещания объявил предупреждение телеканалу «Киев» за нарушение рекламного законодательства.

### Под руководством Лященко
В 2019 году Инна Долженкова отметила появление на канале социально-политического блока и наличие позитивных материалов о деятельности Виталия Кличко.

## Финансирование
Финансирование телеканала «Киев» по годам:
- 2006 год — 12,8 млн гривен[80]
- 2007 год — 18 млн гривен[80]
- 2008 год — 6,4 млн гривен[81]
- 2010 год — 14 млн гривен[57]
- 2013 год — 18,7 млн гривен[82]
- 2019 год — 67 млн гривен[83]

По данным Контрольно-ревизионного управления в Киеве, с 1 января 2005 года по 1 декабря 2007 года финансово-бюджетные нарушения дисциплины и порядка ведения бухгалтерского учёта составили 1,7 миллионов гривен, приведшие к убыткам в размере 1,3 миллиона гривен. В период с 1 ноября 2007 по 1 марта 2009 КРУ выявило нарушений на 3 миллиона гривен.

## Популярность
В июне 2005 года доля телеканала составляла 0,34 %. Средняя доля канала в телевизионном эфире в 2006 году составляла 2,3 %. По данным GFK Ukraine 5 июля 2007 года канал занял седьмое место в Киеве с долей 3,68 %. В 2007 году охват аудитории телеканала составлял 29,94 %.

## Руководители
- Ткачук Валерий (1995—2006)
- Бельский Никита (2006—2007, и. о.)
- Харитонов Дмитрий (2007, и. о.)
- Джангиров Дмитрий (2007—2010, и. о.)
- Криворучко Светлана (2010—2019)
- Лященко Юрий (с 2019)